# Tir campagne
Le tir « campagne » est une discipline internationale de tir à l'arc. Il s'agit d'une discipline de parcours dont la cible est circulaire de deux couleurs, noir et jaune. La particularité de cette discipline est d'avoir des cibles avec des distances connues et des distances inconnues.

## Parcours
En tir campagne, les archers tirent trois flèches par cible. Les archers ont 180 secondes pour tirer une volée. Les cibles sont placés à des endroits différents, chaque peloton est composé de quatre archers et doit donc se déplacer de cible en cible. Le terrain peut être en montée, en descente ou sur des pentes transversales.
Les catégories d'arcs autorisés sont : l'arc classique, l'arc à poulies, l'arc nu et le longbow.

### Cibles

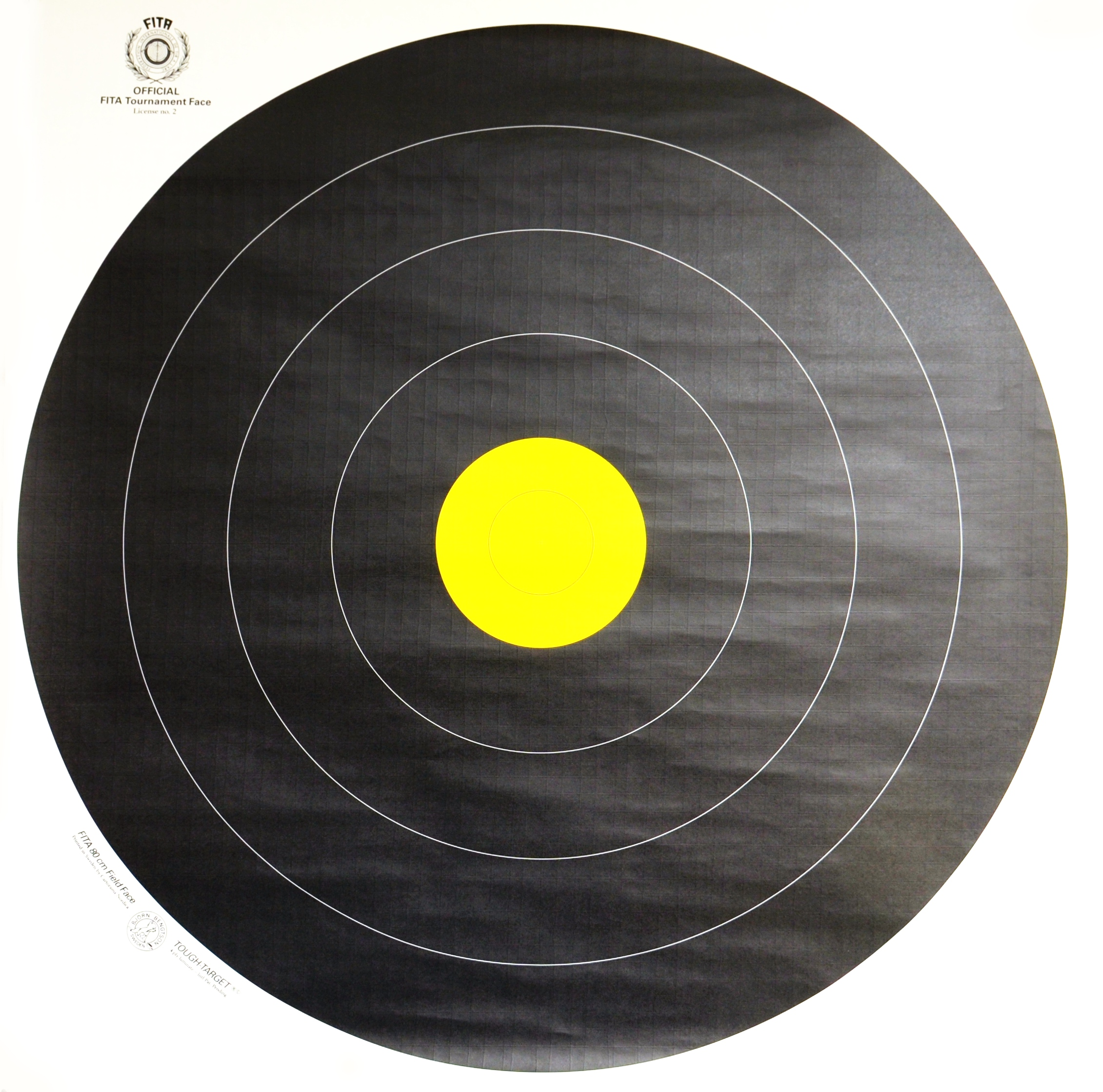
Cible de tir à l'arc campagne

Il y a 24 cibles, toutes placés à des distances connues ou toutes à des distances inconnues ou bien la moitié connues et la moitié inconnues. La distance minimale est de cinq mètres et la distance maximale de 60 mètres. Les cibles ont six anneaux, quatre noirs (un à quatre points) et deux jaunes (cinq et six points).
On trouve quatre types de blasons en tir campagne : 
- Les birdies qui sont des trispots de 20 cm de diamètre. On en trouve quatre par cible, un par archer du peloton ; elles sont utilisées pour les très courtes distances.
- Les gazinières de 40 cm de diamètre permettent de tirer à des distances courtes. On en trouve également quatre par cible.
- Les 60 cm et 80 cm permettent de tirer à longue distance.

## Compétitions

### France
En France, on retrouve en plus des compétitions fédérales organisés par les clubs tout au long de l'année, des championnats départementaux et régionaux. Tous les ans ont lieu les championnats de France de tir campagne, ils sont séparés en 4 catégories différentes : 
- Jeunes : Moins de 20 ans
- Scratch : Hommes et Femmes de 18 et + . (juniors, seniors 1, senior 2, seniors 3)
- Seniors 2 et 3 : Hommes et Femmes de plus de 40 ans
- Par équipes de clubs

Ces compétitions permettent notamment de gagner des écussons.

### International
Les compétitions affiliées Arrowhead permettent notamment de gagner des badges Arrowhead.

#### Championnat du Monde
Le championnat du monde de tir campagne se déroule tous les deux ans.
Le premier championnat du monde remonte à 1959, mais le second ne fut organisé qu'en 1969.
En 2012, il se déroule en France, à Val d'Isère.
Les athlètes tirent sur 48 cibles, lors d'une épreuve sur deux jours. Le premier jour se déroule sur 24 cibles à des distances connues et le deuxième sur 24 cibles à distances inconnues. Un archer utilisant un arc classique ou un arc à poulies tire trois flèches par cible depuis des piquets rouges (les plus éloignés), alors que l'archer utilisant un arc nu tire trois flèches par cible à partir des piquets bleus, qui sont plus proches. Cette première étape de qualification permet de donner un premier classement.
Les 16 meilleurs de chaque catégorie accèdent au premier tour éliminatoire, où ils tirent trois flèches chacun sur 12 cibles à distances connues. Puis les huit meilleurs archers de chaque catégorie avancent ensuite au deuxième tour, où ils tirent trois flèches chacun sur huit cibles connues.
Les quatre meilleurs de chaque catégorie se qualifient pour les demi-finales. Les perdants des demi-finales s'affrontent dans un match pour la médaille de bronze tandis que les vainqueurs des deux demi-finales disputent un match pour la médaille d'or pour déterminer le vainqueur du tournoi.
Les matchs nuls sont départagés par un barrage. Chaque archer tire une flèche et la flèche la plus proche du centre remporte le match.

#### Championnat d'Europe
Le championnat d'Europe de tir campagne se déroule tous les deux ans.

#### Jeux Mondiaux
Les Jeux Mondiaux de tir campagne se déroule tous les quatre ans.

#### Circuit des cinq nations
Le circuit des cinq nations est une compétition en double crée en 1987, qui a lieu chaque année depuis cette date. Il se déroule en 5 étapes répartis entre les cinq pays : France, Belgique, Allemagne, Luxembourg et Pays-Bas.
Toutes ces compétitions sont affiliées Arrowhead.
En 2018, le circuit se déroule de la façon suivante :
- France - Vertus : 5 et 6 mai 2018
- Allemagne - Trèves : 19 et 20 mai 2018
- Pays-Bas - Cadier en Keer : 9 et 10 juin 2018
- Belgique - Fort de Liers : 4 et 5 août 2018
- Luxembourg - Esch / Alzette : 25 et 26 août 2018

### En équipe
Les équipes sont intégrés aux championnats de France comme au championnat du monde. Elles se composent de trois archers du même sexe, un de chaque catégorie d'arc : arc classique, arc à poulies et arc nu. Il s'agit en général des meilleurs archers d'une catégorie en qualification, mais les entraîneurs d'équipe peuvent choisir de changer les archers.
À la suite des qualifications, la compétition commence directement en quart de finale avec les huit meilleures équipes qui tirent sur huit cibles à distances connues, trois flèches par cible, soit une flèche par archer par cible. Les scores de chaque archers sont additionnés pour donner le score total de l'équipe.
Les demi-finales et les matchs pour les médailles se jouent sur quatre cibles. L'équipe gagnante est désigné à l'addition des scores de chaque archer.
Les matchs nuls sont départagés dans un barrage. Chaque archer de l'équipe tire une flèche. L'équipe avec la flèche la plus proche du centre remporte le match.